# Totò le Mokò
Totò le Mokò è un film del 1949 diretto da Carlo Ludovico Bragaglia ed interpretato come protagonista da Totò, una sorta di seguito/spin-off parodistico del film del 1937 Il bandito della Casbah (Pépé le Moko) di Julien Duvivier e con protagonista Jean Gabin.
Prodotto da Raffaele Colamonici e Umberto Montesi, la pellicola venne girata nella primavera del 1949, per uscire il 20 dicembre dello stesso anno. Nel film, Totò canta anche una sua canzone: La mazurka di Totò.

## Trama
Antonio Lumaconi, detto Totò, è un uomo orchestra napoletano, cugino del famigerato bandito della casba di Algeri Pépé le Mokò, da poco morto in una sparatoria con la polizia francese. Essendo il parente più stretto ancora in vita del furfante, gli giunge l'offerta di "dirigere" la sua banda.
Convinto che si tratti di una banda musicale, Totò parte immediatamente per l'Algeria francese, sicuro di poter finalmente coronare il suo sogno di diventare un rispettato direttore d'orchestra, ma al suo arrivo si accorge di essere divenuto in realtà il capo di una banda di pericolosi delinquenti. Con una serie di equivoci si scontra subito con la nuova realtà e grazie ad una misteriosa lozione per capelli donatagli da Suleima, l'ex-amante di Pépé, innamoratasi follemente di lui, acquista una portentosa forza erculea, che lo rende praticamente invincibile.
Ormai noto nella casba come Totò le Mokò, s'innamora di Viviane, una ricca straniera di passaggio, e questo provoca la gelosia irrefrenabile di Suleima che gli pratica dei malefici e che poi in una notte gli taglia i capelli da cui riceveva la sua forza sovraumana. Pépé, in tutto questo tempo fintosi morto, ritorna e lo sfida ad un duello per il controllo della banda. Sebbene privo della sua invincibilità, Totò vincerà comunque il duello, riuscendo addirittura a sgominare l'intera banda. Con i soldi riscossi della taglia, ritorna dunque a Napoli a dirigere una vera banda musicale, sebbene tra il pubblico in platea si vociferi che la sua fama l'abbia fatto chiamare dall'America per "dirigere" la banda d'un suo lontano parente a Chicago.

## Etimologia
"Mokò" è un termine colloquiale col quale in Francia vengono talvolta indicati i provenzali e in particolare i tolonesi.

## Incassi
Incasso accertato a tutto il 31 dicembre 1952: Lit. 375.000.000.